# Sztochasztikus folyamatok listája
A sztochasztikus folyamatok lefolyását és kimenetelét valószínűségi változók határozzák meg részben vagy teljes mértékben. Ezért ezeket véletlenszerű folyamatoknak is hívják.
A következőkben olvasható sztochasztikus folyamatok listája azokat a folyamatokat tartalmazza, melyek a sztochasztikus folyamatokkal kapcsolatos törvényeket, tételeket, elméleteket tartalmazzák.
Sztochasztikus folyamatok listája
- Bernoulli-folyamat
- Bernoulli-séma
- Születés-halál folyamat
- Elágazási folyamat
- Elágazó véletlenszerű mozgás
- Brown-híd
- Brown-mozgás
- Kínai étterem folyamat
- CIR-folyamat
- Kointelláció
- Folytonos sztochasztikus folyamat
- Cox-folyamat
- Dirichlet-folyamat
- Véges dimenziós eloszlás
- Galton–Watson-folyamat
- Gamma-folyamat
- Gauss-folyamat
- Gauss–Markov-folyamat
- Girsanov-tétel
- Homogén folyamatok
- Karhunen–Loève-tétel
- Lévy-folyamat
- Helyi idő (matematika)
- Huroknélküli véletlenszerű mozgás
- Markov-folyamatok
  - Markov-lánc
  - Folytonos idejű Markov-lánc
  - Markov-folyamat
  - Semi–Markov-folyamat
  - Gauss–Markov-folyamat
- Martingál
- Ornstein–Uhlenbeck folyamat
- Pont folyamatok
- Poisson-folyamat
- Populáció folyamat
- Valószínűségi sejtautomata
- Sorbanállás-elmélet
  - Sorbanállás
- Valószínűségi mező
  - Gauss-féle valószínűségi tér
  - Markov-féle valószínűségi tér
- Folytonos mintavételi folyamat
- Állandó valószínűségi folyamat
- Sztochasztikus kalkulus
  - Itó-kalkulus
  - Malliavin-kalkulus
  - Szemimartingál
  - Stratonovich-integrál
- Sztochasztikus differenciálegyenlet
- Távíró folyamat
- Idősorok
- Wald-martingál
- Wiener-folyamat